# Antonio Pierce
Antonio Durran Pierce (født 26. oktober 1978 i Ontario, Californien, USA) er en tidligere amerikansk footballspiller, der spillede i NFL som linebacker for New York Giants og Washington Redskins. Hans karriere strakte sig fra 2001 til 2009.
Pierce var en del af det New York Giants-hold, der i 2008 overraskende vandt Super Bowl XLII efter sejr over New England Patriots. I 2006 blev han desuden udtaget til Pro Bowl, NFL's All Star-kamp.

## Klubber
- Washington Redskins (2001–2004)
- New York Giants (2005–2009)